# Jelena Bulajić
Jelena Bulajić (in serbo Јелена Булајић?; 27 febbraio 2007) è una cestista montenegrina.

## Carriera
Con il Montenegro ha disputato i Campionati europei del 2025.